# کادلبوسکو دی سوپرا
کادلبوسکو دی سوپرا (به ایتالیایی: Cadelbosco di Sopra) یک کومونه در ایتالیا است که در استان رجو امیلیا واقع شده‌است.

## خصوصیات
کادلبوسکو دی سوپرا ۴۴ کیلومترمربع مساحت و ۱۰٬۶۲۸ نفر جمعیت دارد و ۳۳ متر بالاتر از سطح دریا واقع شده‌است.